# Massiccio di Anaga
Il massiccio di Anaga (macizo de Anaga) è una montagna situata nel nord-est dell'isola di Tenerife (Isole Canarie, Spagna).
L'area è costellata da piccoli villaggi tradizionali e ospita numerosi endemismi floristici e faunistici.
Dal 2015 è riserva della biosfera.
Il nome "Anaga" deriva da un regno guanci (menceyato di Anaga), che si estendeva in tutta l'area prima della conquista delle isole Canarie da parte degli spagnoli.
In queste montagne abbondano le leggende di streghe e sabba. Anaga ha anche una leggenda criptozoologica. Questa è la cosiddetta Anguila peluda, una grande anguilla mostruosa che viveva in una pozzanghera a Punta de Anaga e terrorizzava la popolazione locale.
Tra il 1981 e il 1991 in questo settore hanno avuto luogo i terribili crimini di Dámaso Rodríguez Martín.